# Norman Deeley
Norman Victor Deeley (Wednesbury, 30 novembre 1933 – Wednesbury, 7 settembre 2007) è stato un calciatore inglese, di ruolo attaccante.

## Biografia
Suo figlio Andy Deeley è stato a sua volta calciatore professionista, ed ha giocato nella Nazionale neozelandese.

## Caratteristiche tecniche
Giocava come ala destra.

## Carriera

### Club
Ha esordito nella massima serie inglese con la maglia del Wolverhampton nel corso della stagione 1951-1952. Ha giocato ininterrottamente in massima serie con i Wolves per complessive undici stagioni, vincendovi sette trofei (tre campionati, una FA Cup e tre Charity Shield). Ha segnato 66 reti in 206 partite nella massima serie inglese.
Dal 1962 al 1964 ha giocato nel Leyton Orient (in massima serie nella stagione 1962-1963 ed in seconda serie l'anno seguente). In seguito ha giocato a livello dilettantistico con Worcester City, Bromsgrove Rovers e Darlaston, ritirandosi definitivamente nel 1974.

#### Nazionale
Nel 1959 ha giocato 2 partite con la nazionale inglese.

## Palmarès

### Club

#### Competizioni nazionali
- Campionato inglese: 3

Wolverhampton: 1953-1954, 1957-1958, 1958-1959
- Coppa d'Inghilterra: 1

Wolverhampton: 1959-1960
- Community Shield: 3

Wolverhampton: 1954, 1959, 1960